# Mario Iván Guerrero
Mario Iván Guerrero   (Comayagua, 30 de novembre de 1977) és un exfutbolista hondureny de la dècada de 2000.
Fou 84 cops internacional amb la selecció d'Hondures.
Pel que fa a clubs, destacà a F.C. Motagua, Coventry City FC, Chicago Fire, San Jose Earthquakes, i D.C. United.
El 2015 esdevingué entrenador de Fort Lauderdale Strikers.